# マアマ・モリティカ
マアマ・モリティカ（Maama Molitika、1974年8月26日 - ）は、トンガの元ラグビー選手。

## プロフィール
- トンガ・ハアパイ諸島出身[1]。
- ポジションはナンバーエイト(No8)。
- 身長 196cm、体重 108kg
- パシフィック・アイランダーズに選ばれたことがある[2]。
- トンガ代表通算キャップ数は18でラグビーワールドカップ2007のトンガ代表に選ばれた[3]。

## 略歴
ブリジェンド、ケルティック・ウォリアーズ、ハーレクインズを経て、2006年、日本IBMビッグブルーに加入。同年9月2日に行われたジャパンラグビートップリーグ第2節のコカ・コーラウエストレッドスパークス戦に先発出場で日本での公式戦初出場を果たす。 
翌2007年、日本IBMビッグブルー退団後、カーディフ・ブルーズ、サン・ドナを経て、2013年、アンプティルRUFCに加入。
2020年、現役を引退した。